# Saint-Gérand-le-Puy
Bản mẫu:Otherplaces3
Saint-Gérand-le-Puy hay Le Puy là một xã ở tỉnh Allier thuộc miền trung nước Pháp.

## Dân số
| 1962                                                                      | 1968 | 1975 | 1982 | 1990 | 1999 |
| ------------------------------------------------------------------------- | ---- | ---- | ---- | ---- | ---- |
| 1100                                                                      | 1143 | 1121 | 1018 | 1064 | 1029 |
| Number remaining commencing from 1962: Population without double-counting |      |      |      |      |      |